# Bunturabie Jalloh
Bunturabie Effuah Rashida Jalloh (* 10. Mai 1998 in Bo) ist eine Schwimmerin aus Sierra Leone.
Jalloh wuchs in der Hauptstadt Freetown auf, wo sie die zweisprachige Schule High School Murray Town besuchte.
2015 nahm sie an den Afrikaspielen in Brazzaville (Republik Kongo) sowie bei den Commonwealth Games 2018 in Ghana teil. In Accra wurde sie über die 50 m Freistil in 38,27 s Vorlaufletzte, ebenso wie über die 50 m Brustschwimmen in 48,81 s.
2016 folgte die Teilnahme für ihr Heimatland an den Olympischen Sommerspielen. Über die 50 m Freistil wurde sie in 39,93 s 88. und damit Letzte. Jalloh war bei den Spielen Fahnenträgerin.